# Гомардули
Гомардули (груз. გომარდული) — село в Грузии, на территории Шуахевского муниципалитета автономной республики Аджария.

## География
Село находится в юго-западной части Грузии, к югу от реки Ванисцкали (бассейн Аджарисцкали), на расстоянии 4 километров (по прямой) к северо-северо-востоку от посёлка городского типа Шуахеви, административного центра муниципалитета. Абсолютная высота — 1112 метров над уровнем моря.

## Население
По результатам официальной переписи населения 2014 года, в Гомардули проживало 290 человек (144 мужчины и 146 женщин). В национальной структуре населения грузины составляли 100 %.
| Год  | Население, человек |
| ---- | ------------------ |
| 2002 | 506                |
| 2014 | ↘ 290              |